# Unter dem Milchwald (Hörspiel)

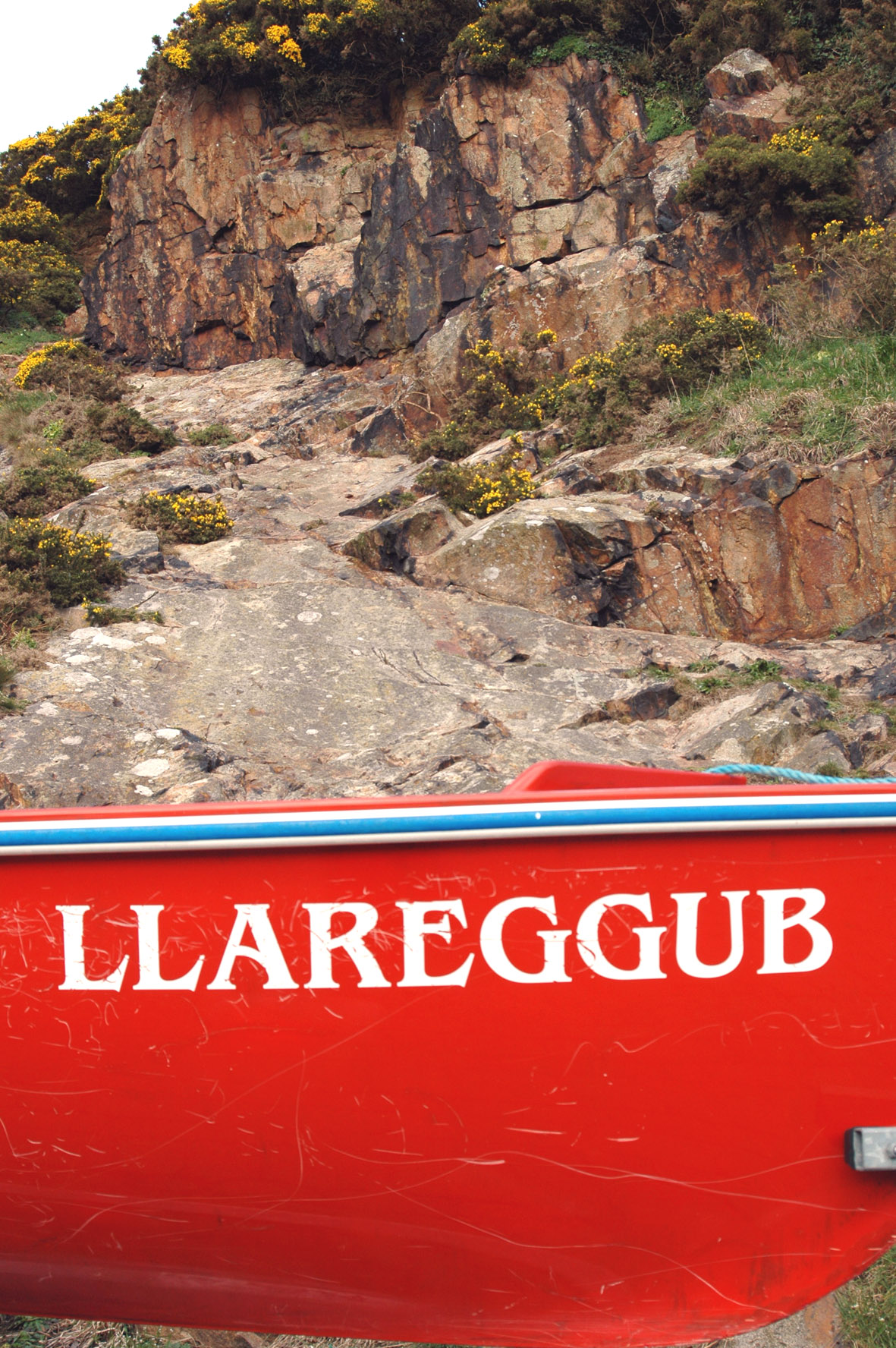
Boot, benannt nach dem fiktiven Ort

Unter dem Milchwald (englischer Originaltitel: Under Milk Wood) ist ein Hörspiel des walisischen Schriftstellers Dylan Thomas, das am 24. Januar 1954 von der BBC über ihr Drittes Hörfunkprogramm urgesendet wurde. Unter der Regie von Douglas Cleverdon (1903–1987) übernahm u. a. Richard Burton die Rolle des Erzählers.
Thomas schrieb das ein Porträt einer walisischen Kleinstadt anhand verschiedener Charaktere darstellende Stück 1953, wenige Tage vor seinem Tod, als Auftragsarbeit für die BBC. Nach der Erstsendung im Folgejahr avancierte es schnell zum wohl berühmtesten Hörspiel der britischen Rundfunkgeschichte. Es wurde noch im selben Jahr als erstes Hörspiel mit dem Prix Italia ausgezeichnet. Im Jahr 1963 folgte eine neue Radiofassung und 1964 eine Verfilmung für das Fernsehen.
Bereits am 20. September 1954 wurde eine deutsche Fassung vom NWDR Hamburg erstgesendet. Erich Fried übersetzte und bearbeitete den äußerst schwierigen Originaltext in ein spielbares Deutsch. An der Produktion waren sehr viele bekannte Schauspieler als Sprecher beteiligt. Bis in die Gegenwart sind in Deutschland noch vier weitere Produktionen entstanden, zuletzt 2006 ein Mundart-Hörspiel in niederdeutscher Sprache.
Das Stück wurde später auch für die Bühne adaptiert und 1972 und 2015 (Regie: Kevin Allen) verfilmt. Die Regie der Filmfassung von 1972 übernahm Andrew Sinclair.

## Inhalt
Es ist Frühling. Die Nacht ist bibelschwarz. Kein Mond und keine Sterne erleuchten den Himmel. So beginnt der Tag in dem kleinen fiktiven Fischerdorf Llareggub an der walisischen Küste.
Sinnliche Metapher, Lieder, Stimmen und zahlreiche Geräuscheffekte zeichnen ein Hörbild vom Leben einer dörflichen Gemeinde während eines einzigen Tages.
Der allwissende Erzähler macht die Hörer mit den Träumen und innersten Gedanken der Einwohner bekannt. So belauschen wir die Gespräche in einer Seefahrerschenke, besuchen das Schulhaus, bekommen Einblick in die heimlichen Brautkammern unverheirateter Mädchen, erfahren von den Träumen des blinden Kapitäns Cat und hören vom Liebesleben des bigamen Bäckers Dai Bread.
Auch die Selbstgespräche und Gedanken der Menschen bleiben nicht verborgen. Der Hörer erhält Kenntnis von den Briefen der Liebenden und so manchen ihrer Stoßseufzer und blickt in den Abgrund einer menschlichen Seele, wo sich Phantasien einer unterdrückten Mordlust breit machen.

## Produktionsübersicht der deutschen Fassungen

### Fassung von 1954
Unter dem Milchwald. Produktion: NWDR Hamburg; Übersetzung und Bearbeitung: Erich Fried; Komposition: Siegfried Franz; Regie: Fritz Schröder-Jahn. Erstsendung: 20. September 1954; Dauer: 91'10 Minuten.
Mit:
- Gisela von Collande:	Polly Carter
- Paul Bildt: Eli Jenkins
- Heinz Sailer: Kapitän Cat
- Herbert A. E. Böhme:	Eli Dai Brot
- Ilse Bally: Mrs. Dai Brot I
- Inge Meysel:	Mrs. Dai Brot II
- Fritz Wagner:	Metzger Beyons
- Elly Burgmer: Mrs. Beyons
- Edda Seippel: Lily Smalls
- Ruth Hellberg: Miss Price
- Heinz Klevenow: Mr. Edwards
- Lotte Brackebusch: Mrs. Morgan
- Rudolf Fenner: Jack Black
- Ludwig Cremer: 1. Stimme
- Dietrich Haugk: 2. Stimme
- Helga Bammert: Mutter
- Kornelia Boje: Kleines Mädchen/Kind
- Manfred Steffen:	Mr. Pritchard
- Kurt Klopsch: Boyo Nichtsnutz
- Heinz Roggenkamp: 2. Fischer
- Josef Dahmen: 1. Ertrunkener
- Werner Rundshagen: 2. Ertrunkener
- Helmut Peine: Orgel-Morgan
- Alexander Hunzinger:	Willy-Nilly
- Charlotte Kramm:	Mrs. Willy-Nilly
- Hermann Beyer: Alter Mann
- Eric Schildkraut: Ocky Milchmann
- Helmuth Gmelin: Lord Kristallglas
- Liselotte Willführ: Mrs. Waldo
- Erna Nitter: Mrs. Watkins
- Wolfgang Rottsieper: Sindbad
- Ingrid von Bothmer: 1. Nachbarin/Weitere 1. Frau
- Ursula Noack: 2. Nachbarin/Weitere 2. Frau
- Vera Gruber: Andere 2. Frau
- Horst Beck: Mr. Pugh
- Eva Fiebig: Ms. Pugh
- Jo Wegener: Rosie Probert
- Marga Maasberg: Bessie Großkopf
- Hermann Kner: Mr. Cherry Owen
- Charlotte Schellenberg: Andere Mutter
- Ursula von Bose: 3. Nachbarin/Weitere 4. Frau
- Andreas von der Meden: Junge
- und viele andere

### Fassung von 1969
Unter dem Milchwald. Ein Spiel für Stimmen. Produktion: BR und WDR; Übersetzung: Erich Fried; Bearbeitung: Christoph Buggert; Komposition: Enno Dugend; Regie: Raoul Wolfgang Schnell. Erstsendung: 5. September 1969, Dauer: 64'08 Minuten.
Mit:
- Hanns Ernst Jäger: 1. Erzähler
- Christoph Quest: 2. Erzähler
- Wolfgang Reichmann: Kapitän Cat
- Herbert Mensching: Mr. Ogmore
- Erika von Thellmann: Mrs. Ogmore-Pritchard
- Hans Herrmann-Schaufuß: Mr. Pritchard
- Alfred Balthoff: Mr. Pugh
- Louise Martini: Polly Garter
- Benno Sterzenbach: Mr. Waldo
- Friedrich Maurer: Ehr. Jenkins
- Max Mairich: Mr. Beynon
- Bruni Löbel: Mrs. Beynon
- Gertrud Kückelmann: Gossamer Beynon
- Christiane Schröder: Lilly Smalls
- Hans Clarin: Mr. Willy-Billy
- Christa Berndl: Rosie Probert

### Fassung von 1990
Unter dem Milchwald. Produktion:  Rundfunk der DDR; Übersetzung: Erich Fried; Dramaturgie: Dietrich Grollmitz; Komposition: Joachim Schmutzler; Regie: Fritz Göhler. Erstsendung: 12. April 1990; Dauer: 77'22 Minuten.
Mit:
- Horst Hiemer: Erste Stimme
- Horst Lebinsky: Zweite Stimme
- Harald Warmbrunn: Kapitän Cat
- Dietmar Obst:
- Eckhard Bilz:
- Rainer Büttner:
- Gerald Schaale:
- Christa Keller:
- Helmut Müller-Lankow:
- Gisa Stoll:
- Günter Sonnenberg:
- Irmgard Düren:
- Heide Kipp:
- N. N.: weitere Rollen

### Fassung von 2003
Unter dem Milchwald. Produktion: MDR; Komposition: Peter Kaizar; Bearbeitung und Regie: Götz Fritsch. Erstsendung: 11. November 2003; Dauer: 88'02 Minuten.
Mit:
- Harry Rowohlt: Erste Stimme
- Boris Aljinovic: Zweite Stimme
- Hilmar Thate: Captain Cat
- Irm Hermann:	Mrs. Ogmore-Pritchard
- Ursula Karusseit: Rosie Probert
- Ulrike Krumbiegel: Polly Garter
- Winfried Glatzeder: Willy Nilly
- Fritz Lichtenhahn: Mr. Pugh
- Gerd Baltus:	Mr. Ogmore
- Heidemarie Schneider: Mrs. Watkins
- Dieter Wien:	Mr. Edwards
- Gudrun Ritter: Mrs. Pugh
- Karin Gregorek: Miss Price
- Herbert Fritsch:	Reiseführer
- Victor Deiß:	Dai Brot
- Susann Thiede: Gossamer Beynon
- Götz Schulte: Erster Ertrunkener
- Hendrik Arnst: Dritter Ertrunkener
- Käthe Reichel: Mary Ann Seefahrer
- Stefan Wigger: Eli Jenkins
- Klaus Herm: Mr. Pritchard
- Thomas Neumann: Fischer
- Bärbel Röhl:	Mrs. Beynon
- Carl Heinz Choynski:	Jack Black
- Brigitte Röttgers: Mrs. Orgel-Morgan
- Horst Lebinsky: Prediger
- Udo Kroschwald: Mr. Waldo
- Axel Werner: Sindbad
- Peter Wawerzinek: Zweiter Ertrunkener
- Sophie Rois:	Mrs. Dai Brot Zwei
- Steffen Schult: Boyo Nichtsnutz
- Christine Schorn: Mrs. Sherry Owen
- Margit Bendokat:	Dritte Frau und Mutter
- Stefanie Stappenbeck: Lily Smalls
- Carmen-Maja Antoni:	Zweite Nachbarin
- Effi Rabsilber: Mae Rose Cottage
- Heidrun Bartholomäus: Mutter Zwei
- Horst Hiemer: Orgel-Morgan
- Cornelia Lippert: Mrs. Willy Nilly
- Jaschka Lämmert:	Zweite Frauenstimme
- Doris Abeßer: Zweite Frau
- Hildegard Alex: Erste Frau
- Hans-Joachim Hegewald: Metzger Beynon
- Klaus Manchen: Utah Watkins
- Martin Seifert: Cherry Owen
- Thomas Neumann: Lord Kristallglas/Alter Mann:
- Kinderstimmen: Steven Horn, Gregor Schmidt-Branden, Paul Schmidt-Branden, Sandrine Appel, Larissa Melischek, Nicole Wrobel, Paula Michels, Frieda Michels, Anna-Lina Rauschenbach, Levin Schulze-Kofalck, Nele Barbers, Charlotte Suckow, Frowin Wolter

### Niederdeutsche Fassung von 2006
Ünner den Melkwoold. Ein Spiel für Stimmen. Produktion: RB und NDR; Übersetzung: Hartmut Cyriacks, Peter Nissen; Bearbeitung: Jochen Schütt; Komposition: Serge Weber; Redaktion und Regie: Hans Helge Ott. Erstsendung: 25. November 2006; Dauer: 50'32 Minuten.
Mit:
- Walter Kreye: Erzähler
- Rolf Nagel: Kaptein Katt
- Claus Boysen: Elias Jepsen
- Ursula Hinrichs: Frau Osmers-Peters/Fro Jan Broot Twee
- Jochen Schenck: Herr Osmers
- Heino Stichweh: Herr Peters/Graf Untiedt
- Heidi Mahler: Fro Pogg/Fro Wolle Behrmann
- Peter Kaempfe: Herr Pogg
- Wilfried Dziallas: Herr Beinker/4. Ertrunkener
- Birte Kretschmer: Gundula Beinker/Fro Walden
- Erkki Hopf: Herr Walden
- Beate Kiupel: Fro Willy Prost/Fro Orgel Meyer/1. Nachbarin
- Jasper Vogt:	Willy Post
- Robert Eder: Orgel Meyer/2. Ertrunkener
- Sandra Keck:	Rosi Pröve/Janne Hoosband
- Meike Meiners: Frollein Hermine Priess
- Rolf Petersen: Sindbad Seemann
- Uta Stammer: Fro Seemann
- Beate Prahl: Lilly Littmann/Fro Jan Broot Eeen
- Frank Grupe: Jan Broot
- Nils Owe Krack: Dedel Dagdeef/1. Ertrunkener
- Ingrid Waldau: 2. Nachbarin
- Oskar Ketelhut: Mucki Edmunds/3. Ertrunkener

### Fassung von 2024
Unter Milch Wald Kreuzberg. Ein Hörspiel von Brezel Göring nach einer Idee von Jacek Slaski. Produktion: RBB;  Übersetzung: Brezel Göring & Stefanie Mousa. Komposition: Brezel Göring; Erstsendung: 12. Januar 2024; Dauer: 56'04 Minuten.
Mit:
- Pascal Schiller
- Grinni Sackratte
- Cora Mainz
- Anton Garber
- Virginie Varlet
- Franny
- Hannah
- Gina D’Orio
- Chang Wang
- Françoise Cactus (als Sample)
- Tom Varlet
- Tine Hammer
- Stefanie Mousa
- Lady Maru
- Lilith Stangenberg
- Klaus Theuerkauf
- Andre Fälscher
- die beiden Kinder von Fee
- Brezel Göring

## Veröffentlichungen
- 2005 Dylan Thomas: Unter dem Milchwald. MDR-Fassung. Der Hörverlag, ISBN 978-3-89940-492-0
- 2014 Dylan Thomas: Under Milk Wood / Unter dem Milchwald – Drei legendäre Inszenierungen (BBC, NWDR, MDR). Der Hörverlag, ISBN 978-3-8445-1410-0
- 2014 Dylan Thomas: Unter dem Milchwald. NWDR-Fassung. Der Hörverlag, ISBN 978-3-89584-599-4

## Auszeichnungen
- 2005 2. Platz hr2-Hörbuchbestenliste Juni für die CD-Ediditon der MDR-Fassung 2003
- 2006 Deutscher Hörbuchpreis für die CD-Ediditon der MDR-Fassung 2003 in der Kategorie „Best of all“
- 2014 2. Platz hr2-Hörbuchbestenliste Juli (CD-Edition mit den Inszenierungen von BBC, NWDR und MDR).